# Boboljusci
Boboljusci (szerbül: Бобољусци) szerb falu Bosznia-Hercegovinában, Bihács községben, a Bosznia-hercegovinai Föderáció Una-Szanai kantonjában.

## Fekvése
Bihács központjától légvonalban 50, közúton 102 km-re délkeletre, Drvartól légvonalban 15, közúton 22 km-re északnygatra, részben az Unac folyó bal, déli partján, részben a folyó másik partján fekszik. Az Unac völgye itt leszűkül, így a folyó mellett nincs művelhető terület. A falu nagy része magaslatokon és egyenetlen területen található. A Cvjetnić és az Očigrije felé eső határt a Vrščić és a Sjenica képezi, amelyek között a Potok folyik. Ocijevo felé a határt az Unac, míg Bastasi felé a Misije-patak és az azonos nevű völgy képezi. Területén sok forrásból rengeteg víz fakad. A falu szeres típusú, 11 kisebb falucskára oszlik, ahol a házak szétszórtan helyezkednek el.

## Népessége
Lakossága 2013-ban 53 fő volt, mely teljes egészében szerb etnikumú volt.
| Nemzetiségi csoport | Népesség 1991 | Népesség 2013 |
| ------------------- | ------------- | ------------- |
| Szerb               | 221           | 53            |
| Bosnyák             | 0             | 0             |
| Horvát              | 0             | 0             |
| Jugoszláv           | 1             | 0             |
| Egyéb               | 0             | 0             |
| Összesen            | 222           | 53            |

## Története
1894-ben Boboljusci, Veliki és Mali Cvetnić, Ochigrije és a Rvanja kolostor környéke a boboljusci ortodox egyházközség része volt. A plébánián 217 házat számoltak össze 1479 ortodox lélekkel. 1879-ben nyolc szerb család költözött ide a horvátországi Likából. A boljobusci egyházközségnek egykor 102 háza volt, beleértve a plébánost is 635 lakossal.
Jugoszlávia felbomlásáig a település Drvar község része volt.

## Nevezetességei
- Konstantin császár és Jelena császárné tiszteletére szentelt ortodox temploma. A templom 1937 és 1941 között épült. Nem sokkal az építkezés befejezése után az usztasák felgyújtották. A templom több mint fél évszázadon át romokban állt. Újjáépítése több évtized után kezdődött el, a harang 2023. április 22-én került a toronyba.
- Boboljusciban több várrom és templom is található. Az egyik várrom a Mijajiličina dol felett, a másik Sjenicán, a harmadik pedig Zagorjében található.[3]
- A Vekić-ház közelében egy régi templom maradványai is találhatók.

## Fordítás
- Ez a szócikk részben vagy egészben  a   Boboljusci című bosnyák Wikipédia-szócikk ezen változatának fordításán alapul.  Az eredeti cikk szerkesztőit annak laptörténete sorolja fel. Ez a jelzés csupán a megfogalmazás eredetét és a szerzői jogokat jelzi, nem szolgál a cikkben szereplő információk forrásmegjelöléseként.